# Jerry e il pesce
Jerry e il pesce (Jerry and the Goldfish) è un film del 1951 diretto da William Hanna e Joseph Barbera. È il cinquantaseiesimo cortometraggio della serie Tom & Jerry.

## Trama
Jerry va a trovare il suo amico pesciolino rosso offrendogli del cibo e giocando con lui. Nel frattempo Tom sta ascoltando alla radio la ricetta di un cuoco francese, dove l'ingrediente fondamentale è un piccolo pesce freschissimo. Tom decide perciò di cucinare il pesciolino rosso, così porta la boccia in cucina con il pesce dentro, dopodiché inizia a preparare la ricetta. Poco dopo Jerry vede la scena, rinchiude Tom nel forno e scappa insieme al pesciolino. Inizia così un duello tra Tom e Jerry, dove si contendono il pesciolino: Tom cerca di catturarlo e, quando ci riesce, Jerry lo salva, danneggiando il gatto in vari modi. Alla fine Tom cattura il pesciolino con una casseruola e intrappola Jerry nella sua tana. Il topo riesce però a uscire attraverso un tubo, sbucando dietro a Tom, che sta preparando la ricetta. Senza farsi vedere, Jerry sostituisce una carota, che Tom deve mettere in pentola, con un candelotto di dinamite e libera il pesciolino, mettendoci al suo posto la coda di Tom. Il gatto mette dentro la casseruola il candelotto e la sua coda, bruciandosela, dopodiché esce di casa. L'esplosione che ne segue proietta Tom e l'ingresso di casa fuori dalla Terra. Intanto Jerry e il pesciolino, entrambi nella boccia, guardano soddisfatti Tom "volare", per poi stringersi la mano.

## Edizione italiana
A dare le voci sono stati Roberto Del Giudice e Franco Latini, coloro che prestano le voci degli speaker radiofonici della rubrica di cucina. Del Giudice doppia dall'accento francese, soprattutto l'elenco degli ingredienti e la battuta è: La cosa più importante è: un piccolo pesce freschissimo.